# СА 19-9
СА 19-9 (углеводный антиген 19-9) — опухолевый маркёр, использующийся в основном в диагностике рака поджелудочной железы. Является гликопротеином с молекулярной массой около 1000 кДа. В норме продуцируется клетками эпителия пищеварительного тракта плода, у взрослых может выделяться в незначительных количествах.

Химическая структура углеводного антигена 19-9

## История
СА 19-9 был впервые обнаружен в крови пациентов, больных раком толстой кишки и поджелудочной железы в 1981 году.

## Диагностическая значимость
СА 19-9 не обладает достаточной специфичностью и чувствительностью, вследствие чего не рекомендуется для скрининга рака поджелудочной железы у здоровых людей. Часты как ложноположительные, так и ложноотрицательные результаты тестов. Тем не менее маркер хорошо подходит для отслеживания динамики развития опухоли и дифференциальной диагностики объёмных образований поджелудочной железы (например, выявленных на УЗИ).
Повышенный уровень СА 19-9 у пациентов с раком толстой кишки имеет плохое прогностическое значение. Хотя степень повышения не имеет прямой связи с массой опухоли, значения более 10 000 Ед/мл указывают на наличие метастазов. 
Выведение СА 19-9 из организма происходит через желчные пути, поэтому любое затруднение оттока желчи сопровождается повышением его уровня. В этих случаях для уточнения диагноза используются показатели гаммаглутаминтрансфераза и щелочная фосфатаза. 
Маркер СА 19-9 позволяет оценить возможность резекции опухоли и вероятность рецидива. При концентрации более 1000 Ед/мл опухоль операбельна у 5% больных. При концентрации менее 1000 Ед/мл опухоль может быть удалена у 50% пациентов. Если в течение 1-7 месяцев после операции уровень СА 19-9 растёт, это говорит о вероятности рецидива опухоли. Почти все пациенты с очень высоким уровнем СА 19-9 (более 10 000 Ед/мл) имеют отдалённые метастазы.

## Ограничения
Маркёр СА 19-9 может повышаться не только при раке поджелудочной железы, но также при раке толстой кишки, пищевода, гепатоцеллюлярной карциноме. В отсутствие рака повышенный уровень СА 19-9 может наблюдаться при панкреатите, циррозе, заболеваниях желчных протоков, закупорке желчных путей.
У людей с недостатком антигена Льюиса (белок на поверхности эритроцитов), к которым относятся около 10% белокожих людей, СА 19-9 не экспрессируется даже при больших опухолях. Это происходит из-за дефицита фермента фукозилтрансферазы, необходимого для синтеза белка СА 19-9 и антигена Льюиса.